# Argonne

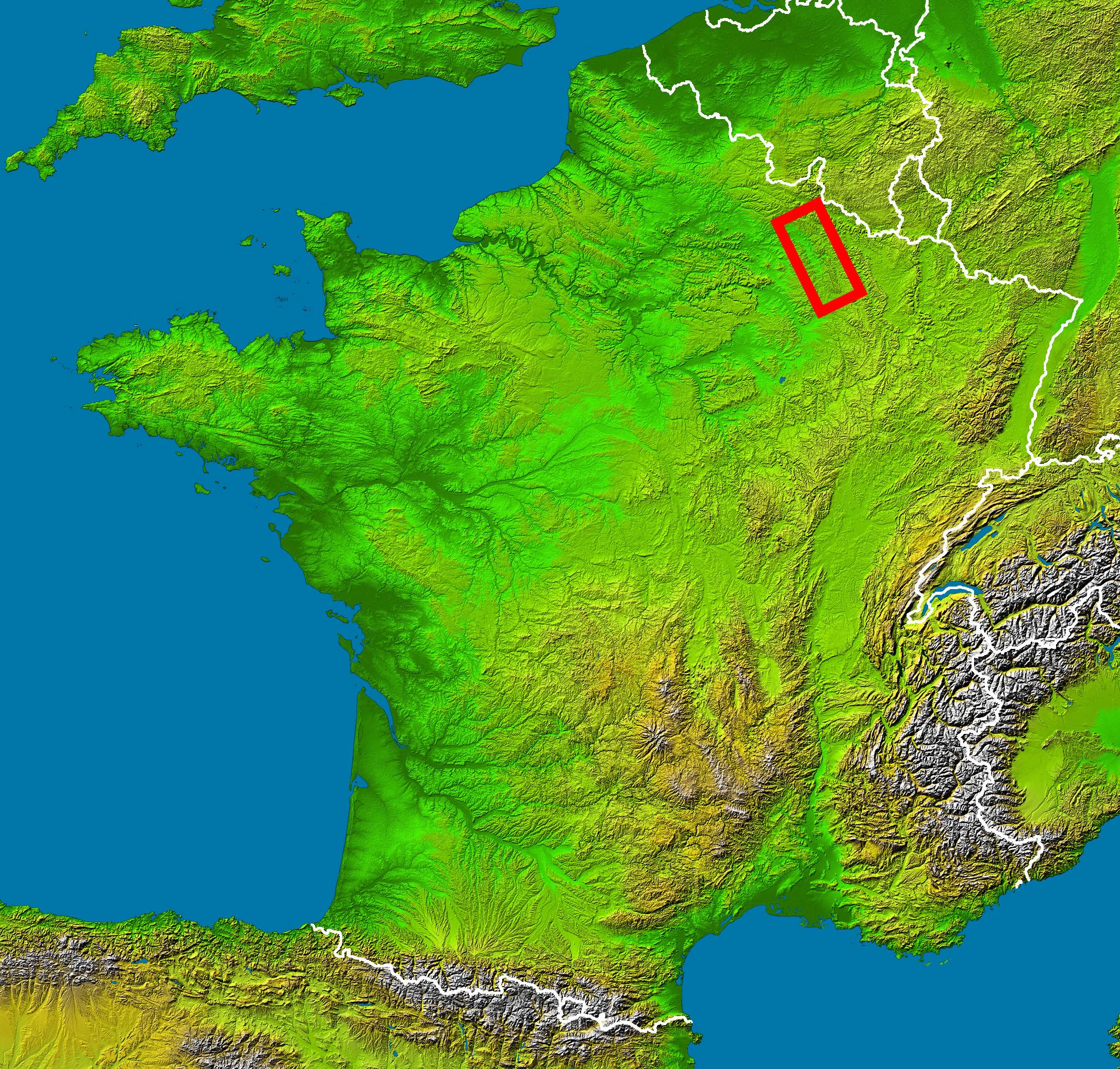
Ligging van de Argonne

 De Argonne is een geografische streek in het noordoosten van Frankrijk, verspreid over de departementen Ardennes, Marne en Meuse in de administratieve regio Grand Est. De hoofdplaats is Sainte-Menehould.

## Topografie
De Argonne is een bosrijk gebied gelegen ten zuiden van de Franse Ardennen en vormt de natuurlijke grens tussen de Champagne en Lotharingen. Het wordt gevormd door een dichtbeboste cuesta van ongeveer 80 kilometer lang en 30 kilometer breed die het Bekken van Parijs doordringt van iets ten noorden van Vouziers tot iets ten zuiden van Sainte-Menehould. Tot de Argonne wordt vaak een veel groter gebied gerekend gelegen tussen de valleien van de Aisne en de Maas. Enkele punten liggen op meer dan 200 meter hoogte. Ten zuiden van Clermont bereikt het massief een hoogte van 308 meter. De oostelijke hoogten vormen een belangrijke barrière, waarop veel heersers in het verleden hun begerige blikken lieten vallen, en die daarom ook weleens de "Franse Thermopylen" worden genoemd.

## Geschiedenis
In de Gallo-Romeinse tijd was de Argonne reeds bekend als productiecentrum voor de industriële vervaardiging van aardewerk in terra sigillata. In de Middeleeuwen werd het een betwist grensgebied tussen het graafschap Champagne, dat in 1285 bij het Franse koninkrijk werd ingelijfd, en het Heilige Roomse Rijk. Als gevolg van zijn geografische ligging vonden er in de Argonne regelmatig invallen plaats, en werd het gebied herhaaldelijk opgedeeld.
In 1792 wisten Pruisische troepen tot in de bossen van de Argonne door te dringen. Zij werden in de Slag bij Valmy tegengehouden door de troepen van generaal Dumouriez. Tijdens de Eerste Wereldoorlog liep de frontlinie gedurende vier jaar dwars door de Argonne, waardoor het gebied feitelijk in tweeën was gedeeld. Er vonden hevige gevechten plaats, waarbij veel slachtoffers vielen.

## Belangrijke plaatsen in de Argonne
- Beaulieu, met resten van een voormalige benedictijnenabdij;
- Varennes, waar koning Lodewijk XVI op de vlucht in 1791 werd gearresteerd;
- Lachalade, met resten van een voormalige cisterciënzerabdij;
- Sainte-Menehould, de hoofdplaats van de Argonne, geboortestad van Dom Pierre Pérignon, de vermeende uitvinder van de bubbels in de champagne

## Toponiemen
De naam Argonne wordt verwezen in de namen van verschillende (voormalige) gemeenten en plaatsen in de streek.
In het departement Ardennes:
Beaumont-en-Argonne.
In het departement Marne:
Belval-en-Argonne,
Florent-en-Argonne,
Givry-en-Argonne,
Passavant-en-Argonne,
Saint-Thomas-en-Argonne en
Villers-en-Argonne.
In het departement Meuse:
Auzéville-en-Argonne,
Beaufort-en-Argonne,
Beaulieu-en-Argonne,
Brabant-en-Argonne,
Brocourt-en-Argonne,
Clermont-en-Argonne,
Dombasle-en-Argonne,
Esnes-en-Argonne,
Gesnes-en-Argonne,
Jouy-en-Argonne,
Neuvilly-en-Argonne,
Pretz-en-Argonne,
Triaucourt-en-Argonne en
Varennes-en-Argonne.